# Echinoderes peterseni
Echinoderes peterseni är en djurart som tillhör fylumet pansarmaskar, och som beskrevs av Higgins och Kristensen 1988. Echinoderes peterseni ingår i släktet Echinoderes och familjen Echinoderidae. Inga underarter finns listade i Catalogue of Life.